# Parerupa
Parerupa is een geslacht van vlinders van de familie grasmotten (Crambidae).

## Soorten
- P. africana (Aurivillius, 1910)
- P. bipunctalis (Hampson, 1919)
- P. distictalis (Hampson, 1919)
- P. flavirufalis Hampson, 1919
- P. psammoleuca Meyrick, 1933
- P. undilinealis (Hampson, 1919)
- P. unilinealis Hampson, 1919